# 1933 ve fotografii

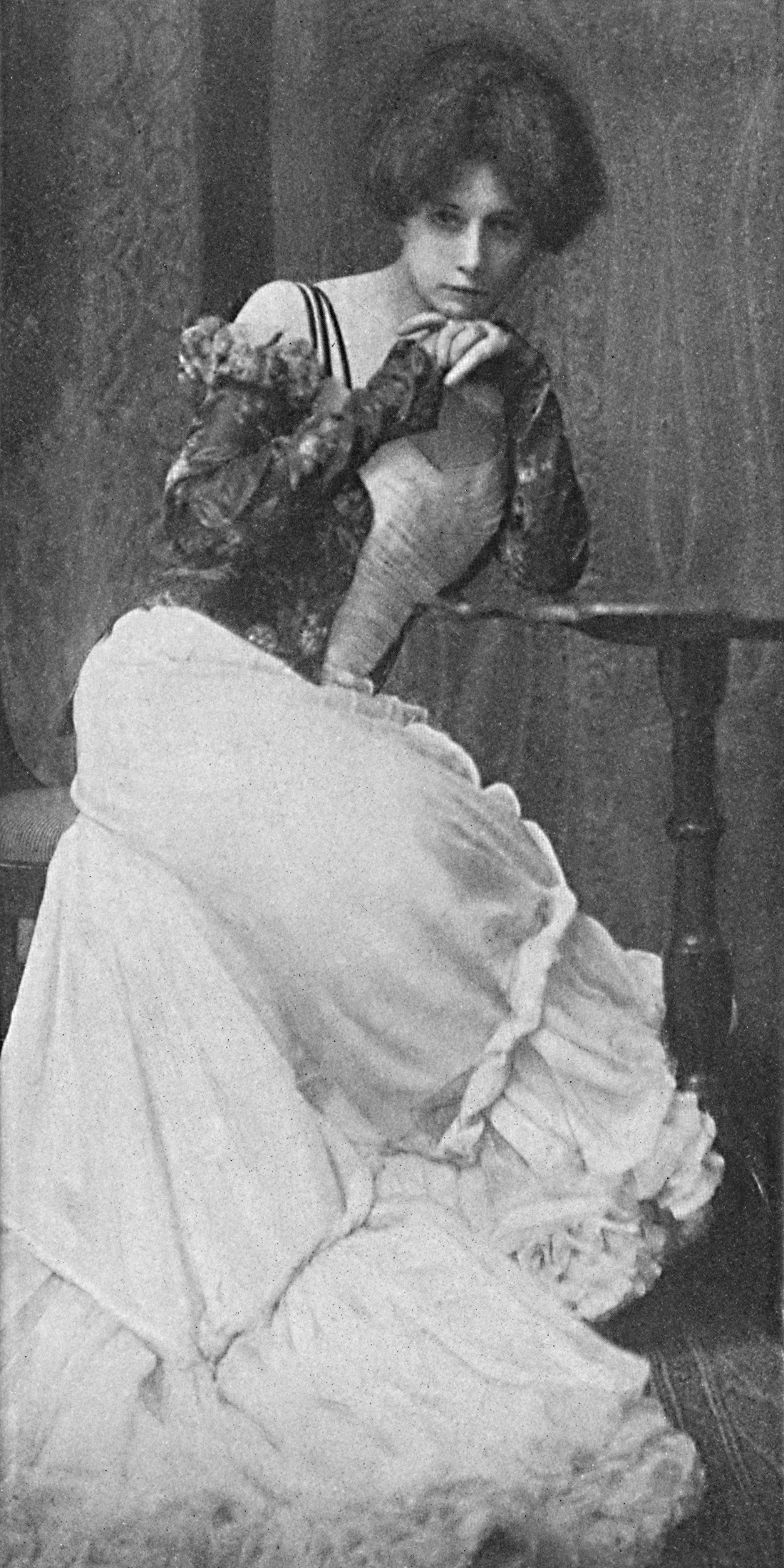
Dne 27. září zemřela Zaida Ben-Yusufová

Tento článek obsahuje významné fotografické události v roce 1933.

## Události
- září / říjen – výstava Henri Cartier-Bresson and an Exhibition of Anti-Graphic Photography v Galerii Juliena Levyho v New York City.
- Bill Brandt pořídil dokumentární fotografii Parlourmaid and Under-Parlourmaid Ready to Serve Dinner
- André Kertész pořídil sérii fotografií Distortions.
- V Japonsku byla založena fotografická agentura Nippon-Kobo, která kromě jiného vydávala časopis Nippon
- V Paříži byla založena fotografická a tisková agentura Rapho.

## Výstavy
- Chicago – Světová výstava 1933

## Narození v roce 1933
- 16. ledna – Susan Sontagová, americká spisovatelka, teoretička fotografie, publicistka, režisérka († 28. prosince 2004)
- 16. ledna – Nat Finkelstein, americký fotograf a fotožurnalista († 2. října 2009)
- 28. ledna – Pierre Cordier, belgický fotograf a vizuální umělec, průkopník techniky chemigramu († 21. března 2024)
- 5. března – Eduard Ovčáček, básník, grafik, sochař, malíř, fotograf († 5. prosince 2022)
- 18. března  – Eikó Hosoe, japonský fotograf, filmový režisér, osobnost experimentálního uměleckého hnutí v Japonsku, temné, kontrastními fotografie lidských postav, témata smrt, erotická posedlost a iracionálnost, náboženství, filosofie, mytologie, abstrakce († 16. září 2024)
- 28. března – James Bidgood, americký filmař, fotograf a umělec, autor filmu Pink Narcissus (Růžový narcis) († 31. ledna 2022)
- 3. dubna – Valéria Gyenge, maďarská plavkyně, která vyhrála 400 m volný způsob na Letních olympijských hrách 1952 a fotografka
- 9. dubna – René Burri, švýcarský fotograf († 20. října 2014)
- 14. dubna – Sue Davies, britská kurátorka a zakladatelka The Photographers' Gallery († 18. dubna 2020)
- 15. dubna – David Hamilton, britsko-francouzsky fotograf, scenárista, producent a filmový režisér († 25. listopadu 2016)
- 26. dubna – Julian Wasser, americký fotograf, zachycoval uměleckou scénu v Los Angeles během 60. a 70. let († 8. února 2023)
- 28. dubna – Horst Faas, německý fotoreportér a dvojnásobný držitel Pulitzerovy ceny († 10. května 2012)
- 7. května – Osamu Hajasaki, japonský fotograf († 11. listopadu 1993)
- 20. května – Dan Budnik, americký fotograf († 14. srpna 2020)[1]
- 22. května – Simo Rista, finský fotograf známý jako fotograf architektury a života v Helsinkách († 18. února 2021)
- 30. května – Michel Auer, francouzsko - švýcarský fotograf, sběratel a historik fotografie († říjen 2024)
- 17. června – Hugues Vassal, francouzský fotograf, novinář, fotoreportér a spisovatel, spoluzakladatel agentury Gamma a fotograf Edith Piaf († 24. dubna 2023)
- 21. června – Max Kozloff, 91, americký historik umění a fotograf († 6. dubna 2025)
- 29. července – Hugh Edwards, západoaustralský novinář, spisovatel a námořní fotograf († 10. května 2024)
- 18. srpna – Eva Rubinsteinová, polsko-americká fotografka, intimní pohledy na lidi a (často prázdné) interiéry
- 2. září – Vladimir Semjonovič Antoščenkov, ruský architekt, umělecký fotograf, teoretik urbanismu a sochař († 30. května 2024)
- 5. září – Bruce Davidson, americký fotograf († ?)
- 2. října – Phill Niblock, americký hudební skladatel, experimentální filmový režisér a fotograf († 8. ledna 2024)
- 6. října – Alicia D'Amico, argentinská fotografka († 30. srpna 2001)
- 11. října – Wim Riemens, nizozemský fotograf († 16. února 1995)
- 14. října – Siegfried Weiss,  český krajinářský fotograf, zejména Jizerských hor, Lužických hor a Českého ráje  († 13. září 2022)
- 1. listopadu – Wolfgang Ginzel, český horolezec a fotograf přírody německé národnosti († 14. února 2004)
- 4. listopadu – Carlos Domínguez, peruánský fotograf a novinář, ve své zemi považován za „nejlepšího fotožurnalistu 20. století“ († 17. února 2011)
- 25. listopadu – Héctor Rondón Lovera, venezuelský fotograf, držitel ceny World Press Photo a Pulitzerovy ceny  († 21. června 1984)
- 29. listopadu – Helmuth Euler, německý spisovatel literatury faktu, fotograf a filmař († 4. března 2020)
- 25. prosince – Isi Véléris, módní a portrétní fotograf aktivní v USA a ve Francii († ?)
- ? – Tidiani Shitou, nigerijský fotograf nejznámější svými průkopnickými fotografiemi jorubských oslav a portréty dvojníků v Nigérii († 2000)
- ? – Aleksandra Mierzecka-Garlicka, polská umělkyně, fotografka, historička fotografie, kurátorka fotografických výstav a publicistka, členka Svazu polských uměleckých fotografů, Polské fotografické společnosti a zakládající členka Svazu historiků fotografie, dcera fotografky Janiny Mierzecké († 27. prosince 2012)

## Úmrtí v roce 1933
- 11. ledna – Frederik Riise dánský fotograf (* 8. prosince 1863)
- 14. ledna – Aenne Biermann, německá fotografka (* 3. března 1898)
- 4. února – Jean Gilletta, francouzský fotograf (* 1. května 1856)
- 7. února – Charles Bernhoeft, lucemburský dvorní fotograf (* 22. července 1859)
- 7. února – Max Henry Ferrars, britský důstojník, autor, fotograf a pedagog, působící v britské Barmě a v německém Freiburgu (* 28. října 1846)
- 8. března – William Hope, britský spiritistický fotograf (* ? 1863)
- 9. března – Veniamin Metenkov, ruský fotograf aktivní na Uralu (* 6. dubna 1857)
- 25. dubna – Bajazid Doda, albánský fotograf a spisovatel (* 1888)
- 10. června – Richard Throssel, americký fotograf indiánů (* 1882)
- 13. září – Kaulak, španělský fotograf (* 22. prosince 1862)
- 27. září – Zaida Ben-Yusufová, newyorská fotografka (* 21. listopadu 1869)
- 6. října – Constant Puyo, francouzský fotograf (* 12. listopadu 1857)
- 12. listopadu – F. Holland Day, americký fotograf (* 1864)
- 21. listopadu – Frederick Hollyer, anglický fotograf a grafik (* 17. června 1838)
- 28. prosince – Inga Brederová, aktivní amatérská norská fotografka a členka klubu Oslo Kamera Klubb (* 1855)
- 30. prosince – Severin Worm-Petersen, norský fotograf (* 2. června 1857)